# Guerre civile des Libérateurs

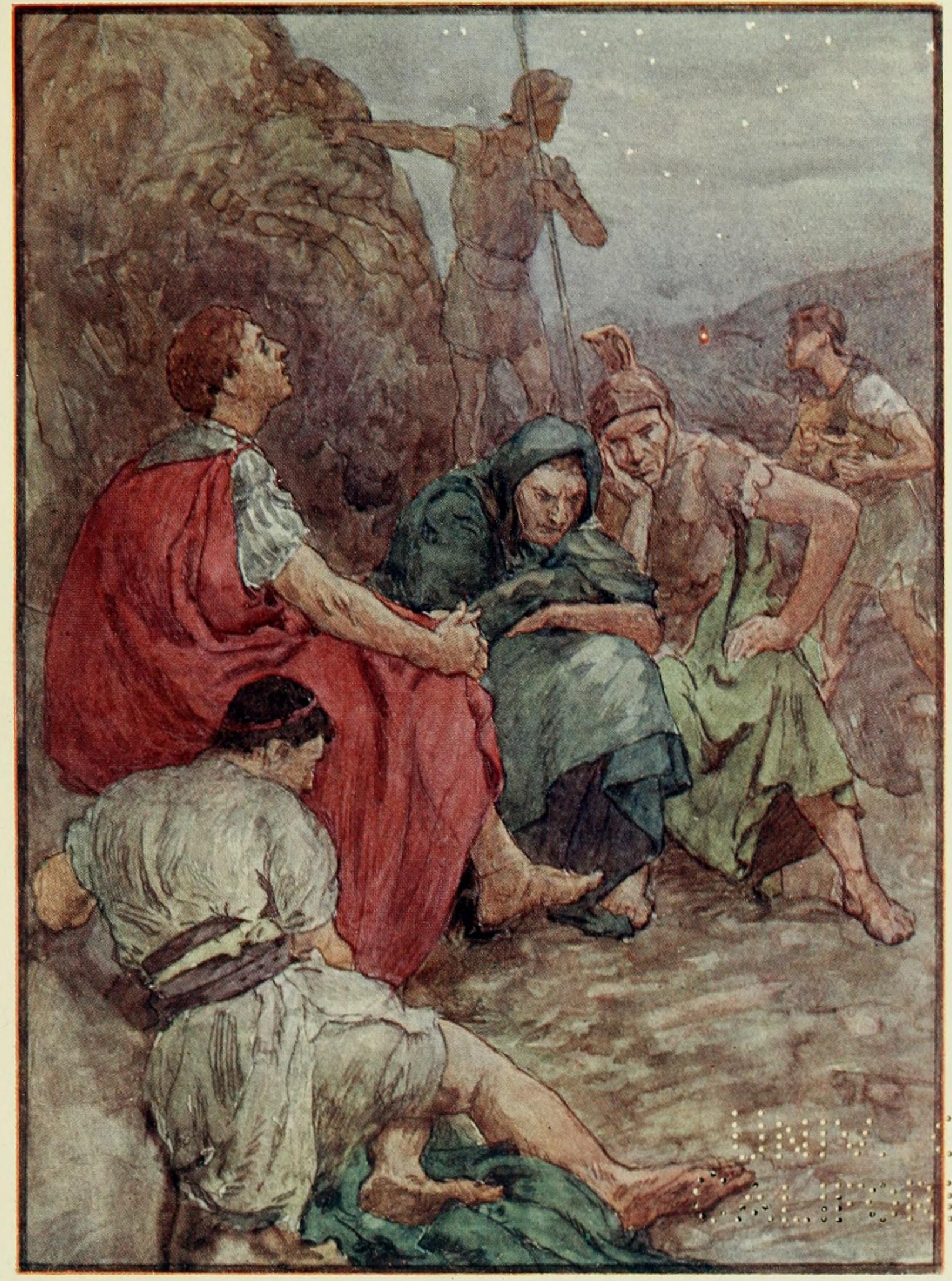
Brutus et ses compagnons

La guerre civile des Libérateurs est une guerre civile qui opposa le second triumvirat aux républicains. La bataille de Philippes (septembre-octobre 42 av. J.-C.) voit, au cours de deux affrontement successifs, les triumvirs Octave et Antoine vaincre les républicains Brutus et Cassius dans la plaine à l'ouest de Philippes. Cette défaite sonne le glas des espoirs du Sénat de préserver le régime républicain.

## Prélude
Après le coup d'État d'Octave qui se fait élire consul par les comices le 19 août 43 av. J.-C., et la conclusion du second triumvirat le 27 novembre 43 av. J.-C. avec Lépide et Marc Antoine, les espoirs du Sénat de maintenir la république reposent sur les assassins de César, Brutus et Cassius, qui se sont enfuis en Orient en 44 av. J.-C. En automne 43, Cassius qui a pris la tête des légions de Syrie et d'Égypte, et vaincu le césarien Dolabella à Laodicée, fait sa jonction avec Brutus à Smyrne. Tous deux décident alors la guerre totale contre les triumvirs.

## Déroulement
Pendant que Lépide reste en Italie, les deux principaux associés du triumvirat (Octave et Marc Antoine) se déplacent en Grèce avec leurs meilleures troupes (force estimée à 28 légions). Gaius Norbanus Flaccus et Decidius Saxa ont été envoyés par les triumvirs avec une avant-garde forte de 8 légions en Macédoine contre les meurtriers de Jules César.
Dans le voisinage de Philippi, Norbanus et Saxa rencontrent les troupes combinées de Cassius et Brutus. Alors qu'ils sont dépassés en nombre, Norbanus et Saxa occupent une position près de Philipi qui empêche les républicains d'avancer plus loin.
Par ruse, Brutus et Cassius poussent Norbanus à laisser cette position, mais il réalise la supercherie et reprend à temps la position de domination. Quand Brutus et Cassius parviennent à les déborder, Norbanus et Saxa se retirent vers Amphipolis. Quand Marc Antoine et la majeure partie des troupes arrivent (sans Octave, qui a été retardé à Dyrrachium en raison de sa maladie), elles trouvent Amphipolis bien gardé et Norbanus reste aux commandes de la ville.
Brutus et Cassius établissent chacun leur camp dans la plaine à l'Ouest de Philippes, le premier sur les pentes au Nord-Ouest de la ville, le second sur une petite colline au Sud-Ouest. C'est là que la bataille finale entre les belligérants a lieu.

## Les forces en présence
Les triumvirs ont sous leurs ordres 28 légions au champ de bataille. Les sources rapportent spécifiquement le nom de seulement une légion (IIII légion), mais les VI, VII, VIII, X Equestris, XII, III, XXVI, XXVIII, XXIX, et XXX sont plausibles, puisque leurs vétérans ont participé à la colonisation de la région après la bataille. Les légions avaient leurs effectifs au complet. En outre, Octave et Marc Antoine pouvaient compter sur une importante cavalerie alliée (33 000 cavaliers).
L'armée des libérateurs comptait 19 légions (8 avec Brutus et 9 avec Cassius, ainsi que deux autres légions avec la flotte). Mais seulement deux légions étaient au complet. Cette armée a été renforcée par des prélèvements des royaumes orientaux alliés. Appien estime que Brutus et Cassius commandaient pas moins de 80 000 hommes à pied et 17 000 cavaliers. Cette armée incluait les anciennes légions de César présentes en Orient (probablement la XXVII, XXXVI, XXXVII, XXXI et XXXIII légion), la plupart de ces légionnaires étaient donc d'anciens vétérans. D'autres encore étaient des vétérans de Pompée qui ont combattu à Pharsale.
La fidélité des soldats qui étaient censés lutter contre l'héritier de Jules César était un problème délicat pour les libérateurs. Cassius essaya toutes les manières de renforcer la fidélité des soldats, soit avec des discours forts, soit avec un cadeau 1 500 denari pour chaque légionnaire et 7 500 pour chaque centurion.

## Conséquences
La défaite de Brutus et de Cassius sonne le glas des espoirs du Sénat de préserver le régime républicain.
Après leur victoire, les triumvirs se partagent l'empire. Marc Antoine, grand artisan de la victoire de Philippes, obtient la Narbonnaise et surtout l'Orient qui reste sous la menace des Parthes. Octave conserve l'Occident, à charge pour lui de distribuer les terres aux vétérans de l'armée aux dépens des propriétaires fonciers italiens et d'éliminer Sextus Pompée. Lépide, qui n'a pas participé à la bataille de Philippes, doit se contenter de l'Afrique.
Beaucoup de jeunes aristocrates romains ont perdu la vie dans la bataille ou se sont suicidés après la défaite, y compris le fils du grand orateur Hortensius, Marcus Porcius Cato (le fils de Caton d'Utique), et Marcus Livius Drusus Claudianus (le père de Livie, qui est devenue l'épouse d'Octave). Certains nobles se sont rendus à Marc Antoine (parmi eux, Lucius Calpurnius Bibulus et Marcus Valerius Messalla Corvinus). Apparemment, les nobles n'ont pas voulu traiter avec le jeune et impitoyable Octave.